# Enemy Zero
Enemy Zero (Japans: エネミー・ゼロ) is een computerspel dat werd ontwikkeld en uitgegeven door Warp. Het spel kwam op 13 december 1996 uit de Sega Saturn. In 1998 volgde een release voor Microsoft Windows. 

## Gameplay
Het spel gaat over een ruimteschip waar plotseling een vijandelijke ruimtewezens zijn binnen gedrongen. De speler speelt een karakter genaamd Laura. Deze moet overleven in het ruimteschip. Het spel bestaat uit twee delen. Het eerste deel is een avonturenspel waarbij puzzels opgelost moeten en voorwerpen opgepakt kunnen worden. Het tweede deel is een schietspel dat zich afspeelt in de gangen van het ruimteschip. Het perspectief van beide delen is in de eerste persoon. Hierbij moeten onzichtbare aliens worden vernietigd. De speler moet hun locatie achterhalen aan de hand van het soort en volume van het geluid die ze maken. 

## Platforms
| Jaar | Platform    |
| ---- | ----------- |
| 1996 | SEGA Saturn |
| 1998 | Windows     |

## Ontvangst
| Beoordeeld door      | Platform    | Datum           | Score |
| -------------------- | ----------- | --------------- | ----- |
| Mega Score           | SEGA Saturn | februari 1997   | 90%   |
| Consoles Plus        | SEGA Saturn | december 1997   | 89%   |
| Hobby Consolas       | SEGA Saturn | januari 1998    | 88%   |
| neXGam               | SEGA Saturn | 2005            | 85%   |
| Electric Playground  | SEGA Saturn | 15 januari 1998 | 80%   |
| Power Play           | Windows     | december 1998   | 72%   |
| Jeuxvideo.com        | Windows     | 2 december 1998 | 65%   |
| PC Gaming World      | Windows     | juni 1999       | 40%   |
| GameStar (Duitsland) | Windows     | februari 1999   | 39%   |
| Génération 4         | Windows     | december 1998   | 17%   |

## Trivia
- De stem van Laura is ingesproken door Jill Cunniff, de zanger, songwriter en bassist van de band Luscious Jackson.
- Slechts 20 versies kostte aanmerkelijk meer dan de standaardaanschafsprijs. Het verschil met deze versies is dat ze persoonlijk door Kenji Eno thuisgebracht werden.
- Het spel was gepland om uit te komen voor de Sony PlayStation, maar later werd dit gewijzigd naar de Sega Saturn.
- De muziek van het spel werd gemaakt door de Engelse componist Michael Nyman.